# Septa
Septa is een geslacht van weekdieren uit de klasse van de Gastropoda (slakken).

## Soorten
- Septa bibbeyi (Beu, 1987)
- Septa closeli (Beu, 1987)
- Septa flaveola (Röding, 1798)
- Septa hepatica (Röding, 1798)
- Septa marerubrum (Garcia-Talavera, 1985)
- Septa mixta (Arthur & Garcia-Talavera, 1990)
- Septa occidentalis (Mörch, 1877)
- Septa peasei (Beu, 1987)
- Septa rubecula (Linnaeus, 1758)

### Synoniemen
- Septa (Monoplex) Perry, 1810 => Monoplex Perry, 1810
  - Septa (Monoplex) parthenopea (Salis Marschlins, 1793) => Monoplex parthenopeus (Salis Marschlins, 1793)
- Septa blacketi Iredale, 1936 => Septa occidentalis (Mörch, 1877)
- Septa englishi Newton, 1905 † => Charonia lampas (Linnaeus, 1758)
- Septa gemmata (Reeve, 1844) => Monoplex gemmatus (Reeve, 1844)
- Septa parkinsonia Perry, 1811 => Sassia parkinsonia (Perry, 1811) => Austrosassia parkinsonia (Perry, 1811)
- Septa petulans Hedley & May, 1908 => Sassia petulans (Hedley & May, 1908) => Austrotriton petulans (Hedley & May, 1908)
- Septa rubicunda Perry, 1811 => Charonia lampas (Linnaeus, 1758)
- Septa scarlatina Perry, 1810 => Septa rubecula (Linnaeus, 1758))
- Septa spengleri Perry, 1811 => Cabestana spengleri (Perry, 1811)
- Septa triangularis Perry, 1811 => Lotoria triangularis (Perry, 1811)
- Septa tritonia Perry, 1810 => Charonia tritonis (Linnaeus, 1758)